# Small Faces (álbum de 1967)
Small Faces é o segundo álbum de estúdio da banda de rock britânica Small Faces. Lançado pela Immediate em junho de 1967, alcançou a 12ª colocação na UK Albums Chart. 
O grupo viera da Decca após gravar o álbum Small Faces em 1966, e sua antiga gravadora, na tentativa de minar as vendas do novo trabalho da banda pela concorrente, lançou na mesma época a coletânea From the Beginning.

## Faixas

### Versão britânica:Small Faces
1. "(Tell Me) Have You Ever Seen Me" – 2:16
2. "Something I Want to Tell You" – 2:10
3. "Feeling Lonely" – 1:35
4. "Happy Boys Happy" – 1:36
5. "Things Are Going to Get Better" – 2:39
6. "My Way of Giving" – 1:59
7. "Green Circles" (Marriott/Lane/O'Sullivan) – 2:46
8. "Become Like You" – 1:58
9. "Get Yourself Together" – 2:16
10. "All Our Yesterdays" – 1:53
11. "Talk to You" – 2:09
12. "Show Me the Way" – 2:08
13. "Up the Wooden Hills to Bedfordshire" (Marriott/Lane/McLagan) – 2:05
14. "Eddie's Dreaming" (Marriott/Lane/McLagan) – 2:54

### Versão americana:There Are but Four Small Faces
1. "Itchycoo Park" – 2:50
2. "Talk To You" – 2:08
3. "Up the Wooden Hills to Bedfordshire" (Marriott/Lane/McLagan) – 2:04
4. "My Way of Giving" – 1:58
5. "I'm Only Dreaming" – 2:25
6. "I Feel Much Better" (Marriott/Lane/McLagan) – 3:57
7. "Tin Soldier" – 3:23
8. "Get Yourself Together" – 2:15
9. "Show Me the Way" – 2:08
10. "Here Come the Nice" – 3:03
11. "Green Circles" – 2:51
12. "(Tell Me) Have You Ever Seen Me" – 2:14

### Versão combinada:Small Faces
A Castle Communications lançou uma versão combinada dos dois LPs no formato CD em 1997. Manteve a lista de faixas do álbum original, com as cinco faixas diferentes presentes na versão americana adicionadas no final.
1. "(Tell Me) Have You Ever Seen Me"
2. "Something I Want to Tell You"
3. "Feeling Lonely"
4. "Happy Boys Happy"
5. "Things Are Going to Get Better"
6. "My Way of Giving"
7. "Green Circles" (Marriott/Lane/O'Sullivan)
8. "Become Like You"
9. "Get Yourself Together"
10. "All Our Yesterdays"
11. "Talk to You"
12. "Show Me the Way"
13. "Up the Wooden Hills to Bedfordshire" (Marriott/Lane/McLagan)
14. "Eddie's Dreaming" (Marriott/Lane/McLagan)
15. "Here Come the Nice"
16. "Itchycoo Park"
17. "I'm Only Dreaming"
18. "Tin Soldier"
19. "I Feel Much Better" (Marriott/Lane/McLagan)